# Yoshiaki Arata
Yoshiaki Arata (jap. 荒田 吉明 Arata Yoshiaki; ur. 22 maja 1924 w Kioto), zm. 5 czerwca 2018) – profesor fizyki pracujący na Uniwersytecie Osakijskim w Japonii, ekspert w dziedzinie fuzji jądrowej, członek zagraniczny Polskiej Akademii Nauk, doktor honoris causa Politechniki Warszawskiej, odznaczony japońskim Orderem Kultury.

## Życiorys
Jego życie zawodowe było związane z Uniwersytetem Osakijskim, gdzie w 1957 roku obronił pracę doktorską, a w 1964 mianowany został profesorem.
Był jednym z pionierów doświadczeń zmierzających do praktycznego uzyskania zjawiska zimnej fuzji. Zwrócił na siebie uwagę mediów w maju 2008 roku, kiedy publicznie zademonstrował, jak twierdził, udany eksperyment zimnej fuzji.
Został odznaczony m.in. japońskim Orderem Kultury. W 1987 roku został uhonorowany tytułem doktora honoris causa Politechniki Warszawskiej.